# Groupe I des éliminatoires de la Coupe d'Afrique des nations de football 2021
Navigation
Groupe H Groupe J
Le groupe I des éliminatoires de la Coupe d'Afrique des nations de football 2021 est une compétition qualificative pour la phase finale de la Coupe d'Afrique des nations de football 2021. Ce groupe est composé du Congo, de l'Eswatini, de la Guinée-Bissau et du Sénégal. Les matchs sont initialement prévus de novembre 2019 à novembre 2020, mais les journées 3 à 6 sont repoussées en raison de la pandémie de Covid-19.
Le Sénégal se qualifie à l'issue de la quatrième journée.

## Tirage au sort
Le tirage au sort se déroule le 18 juillet 2019 au Caire, pendant la CAN 2019. Les 51 sélections africaines sont classées dans cinq chapeaux selon leur classement FIFA.
Le tirage au sort désigne les équipes suivantes dans le groupe I :
- Chapeau 1 :  Sénégal (1re du classement CAF et 22e du classement FIFA)
- Chapeau 2 :  Congo (20e du classement CAF et 90e du classement FIFA)
- Chapeau 3 :  Guinée-Bissau (31e du classement CAF et 118e du classement FIFA)
- Chapeau 4 :  Eswatini (40e du classement CAF et 141e du classement FIFA)

## Résultats

### Classement
| Rang | Équipe        | Pts | J | G | N | P | Bp | Bc | Diff |  | Résultats (▼ dom., ► ext.) |     |     |     |     |
| ---- | ------------- | --- | - | - | - | - | -- | -- | ---- |  | -------------------------- | --- | --- | --- | --- |
| 1    | Sénégal       | 14  | 6 | 4 | 2 | 0 | 10 | 2  | +8   |  | Sénégal                    |     | 2-0 | 2-0 | 1-1 |
| 2    | Guinée-Bissau | 9   | 6 | 3 | 0 | 3 | 9  | 7  | +2   |  | Guinée-Bissau              | 0-1 |     | 3-0 | 3-0 |
| 3    | Congo         | 8   | 6 | 2 | 2 | 2 | 5  | 5  | 0    |  | Congo                      | 0-0 | 3-0 |     | 2-0 |
| 4    | Eswatini      | 2   | 6 | 0 | 2 | 4 | 3  | 13 | -10  |  | Eswatini                   | 1-4 | 1-3 | 0-0 |     |

### Matchs
| 1re journée                  | Guinée-Bissau                               | 3 - 0   | Eswatini     | Estádio 24 de Setembro, Bissau   |                                  |
| 13 novembre 2019 16:00 UTC±0 | Jorginho 40e · Piqueti 45e · João Mário 73e | (2 - 0) |              | Arbitrage : Abdoul Ohabee Kanoso | Arbitrage : Abdoul Ohabee Kanoso |
| 13 novembre 2019 16:00 UTC±0 |                                             | Rapport | 10e Shabangu | Arbitrage : Abdoul Ohabee Kanoso | Arbitrage : Abdoul Ohabee Kanoso |

| 13 novembre 2019 | Sénégal | 2 - 0   | Congo | Stade Lat-Dior, Thiès    |                          |
| 19:00 UTC±0      | Sarr 26e · Diallo 28e | (2 - 0) | | Arbitrage : Gehad Grisha | Arbitrage : Gehad Grisha |
| 19:00 UTC±0      | Gueye 88e | Rapport | 13e Osseté · | Arbitrage : Gehad Grisha | Arbitrage : Gehad Grisha |
| 19:00 UTC±0      | Mendy - Wagué, Kouyaté, Koulibaly, Coly - S.Sarr, Gueye, Diatta - I.Sarr (Thioub 56e), Diallo (Diedhiou 83e), Mané (Niang 84e) | Équipes | Mafoumbi - Tsouka, Mayembo, Itoua, Bissiki, Andzouana (Mokombo 46e), Osseté, Loussoukou, Makiesse (Avounou 46e), Ibara (Makouta 82e), Ganvoula | Arbitrage : Gehad Grisha | Arbitrage : Gehad Grisha |

| 2e journée                   | Eswatini                        | 1 - 4   | Sénégal | Mavuso Sports Centre, Manzini  |                                |
| 17 novembre 2019 15:00 UTC+2 | F. Mamba 70e                    | (0 - 0) | 59e 66e 68e Diedhiou · 77e B. Ndiaye                                                                                          | Arbitrage : Nehemia Shoovaleka | Arbitrage : Nehemia Shoovaleka |
| 17 novembre 2019 15:00 UTC+2 | S. Mamba 8e · F. Mamba 50e, 72e | Rapport | 45+3e Mané · 90+5e Ciss · | Arbitrage : Nehemia Shoovaleka | Arbitrage : Nehemia Shoovaleka |
| 17 novembre 2019 15:00 UTC+2 |                                 | Équipes | Mendy - Gassama, Kouyaté, Koulibaly, Ciss - L. Ndiaye (Gueye 60e), P.A. Ndiaye, Diatta - Diedhiou, Thioub, Mané (S. Sarr 46e) | Arbitrage : Nehemia Shoovaleka | Arbitrage : Nehemia Shoovaleka |

| 17 novembre 2019 | Congo                                   | 3 - 0   | Guinée-Bissau | Stade Alphonse-Massamba-Débat, Brazzaville |                             |
| 17:00 UTC+1      | Ibara 19e · Ganvoula 70e · Makiesse 79e | (1 - 0) |               | Arbitrage : Fabricio Duarte                | Arbitrage : Fabricio Duarte |
| 17:00 UTC+1      | Makiesse 55e                            | Rapport | 62e Bura (en) | Arbitrage : Fabricio Duarte                | Arbitrage : Fabricio Duarte |

| 3e journée                   | Sénégal | 2 - 0   | Guinée-Bissau | Stade Lat-Dior, Thiès          |                                |
| 11 novembre 2020 16:00 UTC±0 | Mané 44e (pen.) · Nguette 74e | (1 - 0) | | Arbitrage : Eric Otogo-Castane | Arbitrage : Eric Otogo-Castane |
| 11 novembre 2020 16:00 UTC±0 | Koulibaly 80e | Rapport | | Arbitrage : Eric Otogo-Castane | Arbitrage : Eric Otogo-Castane |
| 11 novembre 2020 16:00 UTC±0 | Mendy - Sabaly, Koulibaly, S. Sané (P. Diop, 92e), Wagué - P.A. Ndiaye, Kouyaté, Diatta (Name, 92e) - Mané, H. Diallo (Dia, 66e), I. Sarr (Nguette, 72e) | Équipes | Jonas - Alves, Sanganté, Djaló, Nanú - Pelé (Jorginho, 74e), Bura - Piqueti (A. Mendy, 90+3e), Cassama (Embaló, 90+3e), Baldé (Jaquité, 74e) - João Mário (Mendes, 52e) | Arbitrage : Eric Otogo-Castane | Arbitrage : Eric Otogo-Castane |

| 12 novembre 2020 | Congo                    | 2 - 0   | Eswatini                                      | Stade Alphonse-Massamba-Débat, Brazzaville |                           |
| 17:00 UTC+1      | Ibara 77e · Makiesse 81e | (0 - 0) |                                               | Arbitrage : Joseph Ogabor                  | Arbitrage : Joseph Ogabor |
| 17:00 UTC+1      | Tchibota 76e             | Rapport | 41e Mabelesa · 50e Mkhonta · 55e, 83e Ngwenya | Arbitrage : Joseph Ogabor                  | Arbitrage : Joseph Ogabor |

| 4e journée                   | Guinée-Bissau | 0 - 1   | Sénégal | Estádio 24 de Setembro, Bissau |                         |
| 15 novembre 2020 16:00 UTC±0 | | (0 - 0) | 82e Mané | Arbitrage : Adil Zourak        | Arbitrage : Adil Zourak |
| 15 novembre 2020 16:00 UTC±0 | Bura 23e, 64e | Rapport | 43e Koulibaly · | Arbitrage : Adil Zourak        | Arbitrage : Adil Zourak |
| 15 novembre 2020 16:00 UTC±0 | Jonas, Alves, Djaló, Nanú, Bura, Baldé (Jorginho, 82e), Pelé, Cassama, Sanganté, Piqueti (Jaquité, 68e), Mendes (A. Mendy, 82e) | Équipes | Mendy - Sabaly, Koulibaly, Kouyaté, Wagué - P.A. Ndiaye (P. Diop, 73e), Kanouté (S. Sané 92e), Diatta, Mané, I. Sarr (Nguette, 79e), B. Dia (H. Diallo, 79e) | Arbitrage : Adil Zourak        | Arbitrage : Adil Zourak |

| 16 novembre 2020 | Eswatini                     | 0 - 0   | Congo       | Mavuso Sports Centre, Manzini   |                                 |
| 15:00 UTC+2      | Badenhorst 20e · Gamedze 47e | (0 - 0) | 85e Bissiki | Arbitrage : Hassan Mohamed Hagi | Arbitrage : Hassan Mohamed Hagi |
| 15:00 UTC+2      | Rapport                      |         |             | Arbitrage : Hassan Mohamed Hagi | Arbitrage : Hassan Mohamed Hagi |

| 5e journée               | Congo | 0 - 0   | Sénégal | Stade Alphonse-Massamba-Débat, Brazzaville |                              |
| 26 mars 2021 15:00 UTC+2 | | (0 - 0) | | Arbitrage : Mahmoud El Banna               | Arbitrage : Mahmoud El Banna |
| 26 mars 2021 15:00 UTC+2 | Tsouka 46e | Rapport | 54e Ba · 90+1e Ballo-Touré · | Arbitrage : Mahmoud El Banna               | Arbitrage : Mahmoud El Banna |
| 26 mars 2021 15:00 UTC+2 | Mafoumbi - Ovouka, Itoua, Mayembo (Rozan, 46e), Tsouka - Missilou (Osseté, 76e), Ndinga - Makouta (Makiesse, 66e), Tchilimbou (Bahamboula, 84e), Bifouma - Ibara (Mbenza, 76e) | Équipes | Kamara - Diallo, Ba (Seck, 66e), Kouyaté - Ballo-Touré, N. Mendy (Kanouté, 78e), P.M. Sarr (Sima, 79e), Gueye, Diatta - Mané, Keita Baldé (Diédhiou, 65e) | Arbitrage : Mahmoud El Banna               | Arbitrage : Mahmoud El Banna |

| 26 mars 2021 | Eswatini       | 1 - 3   | Guinée-Bissau                     | Mavuso Sports Centre, Manzini   |                                 |
| 17:00 UTC+1  | Badenhorst 21e | (1 - 2) | 15e Djaló · 25e Semedo · 50e Pelé | Arbitrage : Jean-Claude Ishimwe | Arbitrage : Jean-Claude Ishimwe |
| 17:00 UTC+1  | Rapport        |         |                                   | Arbitrage : Jean-Claude Ishimwe | Arbitrage : Jean-Claude Ishimwe |

| 6e journée               | Sénégal | 1 - 1   | Eswatini | Stade Lat-Dior, Thiès         |                               |
| 30 mars 2021 16:00 UTC±0 | Kouyaté 90+6e | (0 - 1) | 4e Gamedze | Arbitrage : Sekou Ahmed Toure | Arbitrage : Sekou Ahmed Toure |
| 30 mars 2021 16:00 UTC±0 | Ballo-Touré 55e | Rapport | 81e Sandanezwe · 90+3e Badenhorst · 90+4e, 90+7e Mkhonta · | Arbitrage : Sekou Ahmed Toure | Arbitrage : Sekou Ahmed Toure |
| 30 mars 2021 16:00 UTC±0 | Dieng - Koulibaly, Kouyaté, Seck (Gueye, 73e) - Ballo-Touré (Mamadou Fall, 82e), Lopy, N. Mendy, Diatta, Sima (Keita Baldé, 65e) - Thiam (Mané, 65e), Diagne (Diédhiou, 73e) | Équipes | Sandanezwe - Mkhwanazi, Magagula, S. Mamba, Mkhonta - Ngwenya, Mabelesa, Matse (Figuareido 57e), Badenhorst - Gamedze (Ndzinisa 68e), Mkhontfo (Shabangu 86e) | Arbitrage : Sekou Ahmed Toure | Arbitrage : Sekou Ahmed Toure |

| 30 mars 2021 | Guinée-Bissau                               | 3 - 0   | Congo     | Stade du 24-Septembre, Bissau |                           |
| 16:00 UTC±0  | Piqueti 45+1e · F. Mendy 73e · Jorginho 80e | (1 - 0) |           | Arbitrage : K.A. Attiogbe     | Arbitrage : K.A. Attiogbe |
| 16:00 UTC±0  |                                             | Rapport | 88e Ibara | Arbitrage : K.A. Attiogbe     | Arbitrage : K.A. Attiogbe |

## Liste des buteurs
3 buts    
- Famara Diedhiou

2 buts   
- Prince Ibara
- Junior Makiesse
- Sadio Mané
- Piqueti
- Jorginho

1 but  
- Silvère Ganvoula
- Marcelo Djaló
- João Mário
- Pelé
- Alfa Semedo
- Frédéric Mendy
- Habib Diallo
- Badou Ndiaye
- Opa Nguette
- Sidy Sarr
- Cheikhou Kouyaté
- Felix Badenhorst
- Sandile Gamedze
- Fanelo Mamba